# Cựu Liên bang Thụy Sĩ
Cựu Liên bang Thụy Sĩ (tiếng Đức: Alte Eidgenossenschaft) là một liên minh lỏng lẻo giữa các quốc gia nhỏ độc lập (Orte hoặc Stände trong tiếng Đức, nghĩa là "bang") trong Đế quốc La Mã Thần Thánh. Nó là tiền thân của nhà nước Liên bang Thụy Sĩ hiện đại.
Liên bang được thành lập trong thế kỷ 14, là một liên minh giữa các cộng đồng trong thung lũng tại miền trung dãy Alpes. Liên bang tạo thuận tiện cho quản lý các lợi ích chung và đảm bảo hòa bình trên các tuyến mậu dịch miền núi quan trọng. Hiến chương Liên bang năm 1291 được đồng thuận giữa các công xã nông thôn Uri, Schwyz và Unterwalden, được cho là văn kiện hình thành liên bang, mặc dù các liên minh tương tự có vẻ tồn tại từ nhiều thập niên trước đó.
Đến năm 1353, liên minh tiếp nhận thêm các bang Glarus, Zug và các thành bang Lucerne, Zürich và Bern để hình thành "Liên bang Cũ" gồm tám bang và tồn tại cho đến cuối thế kỷ XV. Việc mở rộng này làm gia tăng quyền lực và thịnh vượng cho liên bang. Đến năm 1460, liên bang kiểm soát hầu hết lãnh thổ nằm về phía nam và phía tây của Sông Rhine cho đến dãy Alpes và Jura, đặc biệt là sau các chiến thắng trước nhà Habsburg tại Áo, trước Charles Dũng cảm của Bourgogne trong thập niên 1470, và thành công của các lính đánh thuê Thụy Sĩ. Chiến thắng của Thụy Sĩ trong Chiến tranh Schwaben trước Liên minh Schwaben dưới quyền Hoàng đế Thánh chế La Mã Maximilian I vào năm 1499 giúp đem lại độc lập thực tế cho Thụy Sĩ trong Thánh chế La Mã.
Liên bang Thụy Sĩ Cũ có được danh tiếng bất khả chiến bại trong các cuộc chiến ban đầu này, song việc mở rộng liên bang gặp phải một bước lùi vào năm 1515 khi Thụy Sĩ thất bại trong trận Marignano trước Pháp và Venezia. Chiến tranh kết thúc điều được gọi là kỷ "anh hùng" trong lịch sử Thụy Sĩ. Cải cách Tin Lành dưới quyền lãnh đạo của Zwingli thành công tại một số bang, song dẫn đến xung đột tôn giáo giữa các bang vào năm 1529 và năm 1531. Đến năm 1648, theo Hòa ước Westfalen, các quốc gia châu Âu công nhận Thụy Sĩ độc lập từ Thánh chế La Mã và tính chất trung lập của nước này.
Trong thời kỳ cận đại của lịch sử Thụy Sĩ, chủ nghĩa chuyên chế của các gia đình quý tộc phát triển, kết hợp với một cuộc khủng hoảng tài chính bắt nguồn từ Chiến tranh Ba mươi Năm dẫn đến nông dân khởi nghĩa vào năm 1653. Trong bối cảnh cuộc đấu tranh này, xung đột giữa các bang Công giáo La Mã và Tin Lành vẫn dai dẳng, bùng phát thành bạo lực hơn nữa trong Chiến tranh Villmergen lần thứ nhất vào năm 1656, và Chiến tranh Toggenburg (Chiến tranh Villmergen lần thứ hai) vào năm 1712.
Liên bang rơi vào cuộc xâm lược của Quân đội Cách mạng Pháp năm 1798, sau đó nó trở thành Cộng hòa Helvetic ngắn ngủi.